# 結樺健
結樺健（ゆから けん、1970年7月6日 - 2008年11月1日）は、北海道苫小牧市出身。
兄弟ユニットK.D earthでボーカルとパーカッションを担当。
2007年より、アイヌ伝統楽器トンコリ、ムックリをステージに取り入れている。
ロックミュージカルを中心に舞台でも活躍。
演劇俳優で劇団イナダ組の高田豊は、はとこである。
ダンサー・振付師の結樺レイナは妻である。
2008年11月1日、永眠。享年38。

## 出演舞台作品
- 『RENT』（1998年）
- 『Angel Touch』（1999年）
- 『Letter』（2000年）
- 『Godspell』（2001年）
- 『魔法の黄色い靴』（2002年）
- 『Broken Heart』（2002年〜2003年）
- 『サタデー ナイト フィーバー：ザ ミュージカル』（2003年）
- 『屋根の上のバイオリン弾き』（2004年）
- 『STAND BY ME』（2004年）
- 『BatBoyTheMusical』（2005年）
- 『リトル・ショップ・オブ・ホラーズ』（2005年）
- 『BatBoyTheMusical』再演（2006年）
- 『GENERATIONS-70's ROCK&SOUL MUSIC&GODSPEL』（2007年）
- 『カラミティ・ジェーン』（2008年）
- 『Duet』（2008年）